# Серебряков, Михаил Евгеньевич
Михаи́л Евге́ньевич Серебряко́в (26 декабря 1891, Елец, Орловская губерния, Российская империя — 25 марта 1974, Москва, СССР) — советский военный деятель и учёный, генерал-майор инженерно-артиллерийской службы (17.11.1942), действительный член Академии артиллерийских наук (20.09.1946), заслуженный деятель науки и техники РСФСР (1963), лауреат Государственной премии СССР (1969), профессор (1938), доктор технических наук (1937).

## Биография
Родился 26 декабря 1891 года в городе Елец, ныне Липецкой области. Русский. С сентября 1910 года после окончания гимназии — студент физико-математического факультета Императорского Московского университета. После окончания университета, с сентября 1915 года — студент 3-го курса Московского императорского высшего технического училища.
На военной службе с января 1916 года: юнкер Михайловского артиллерийского училища. С июля 1916 года — младший офицер запасной мортирной батареи в Курске. С августа 1916 года — обер-офицер для производства опытов Главного артиллерийского полигона в Петрограде, последнее звание в российской армии — подпоручик.
В Красной армии — с ноября 1917 года: перешел автоматически из старой армии — производитель опытов на Главном артиллерийском полигоне Петроградского военного округа. С февраля 1919 года — заведующий баллистическим кабинетом Главного артиллерийского полигона Петроградского военного округа. В октябре-декабре 1919 года участвовал в боевых действиях против войск генерала Юденича в должности помощника начальника артиллерии. Одновременно в 1918—1926 гг. работал под руководством В. М. Трофимова в Комиссии особых артиллерийских опытов (КОСАРТОП) по исследованию горения порохов и внутренней баллистике. С октября 1920 года — слушатель Артиллерийской академии РККА. С сентября 1923 года по декабрь 1928 года — в бессрочном отпуске: работал научным сотрудником отдела порохов и баллистики Государственного научно-технического института (ГОНТИ) ВСНХ СССР.
С декабря 1928 года — в Военно-технической академии РККА им. Ф. Э. Дзержинского: инженер высшего оклада лаборатории порохов, с июля 1931 года — преподаватель. С июля 1932 года — преподаватель, с марта 1933 года — старший преподаватель, с августа 1938 года — начальник кафедры внутренней баллистики Артиллерийской академии им. Ф. Э. Дзержинского. С 1930 года по 1938 год по совместительству читал лекции по внутренней баллистике в Ленинградском технологическом институте, а в 1938—1939 гг. — в Московском химико-технологическом институте. По совместительству с октября 1949 года по ноябрь 1953 года — старший научный сотрудник НИИ-3 Академии артиллерийских наук. С октября 1957 года — начальник кафедры внутренней баллистики и реактивных двигателей Военной артиллерийской инженерной академии им. Ф. Э. Дзержинского. С августа 1959 года генерал-майор инженерно-технической службы Серебряков в отставке. Одновременно продолжает работать по баллистике пороховых снарядов и ракет в должности старшего научного сотрудника НИИ-368 Министерства оборонной промышленности. В 1969 году Серебряков был удостоен Государственной премии СССР «За исследования по баллистике ракет и космических аппаратов».
Выдающийся ученый по внутренней баллистике и теории горения порохов. За период научной деятельности написал более 100 научных работ по этим проблемам, создал 4 учебника и 8 учебных пособий, в том числе стабильный учебник «Курс внутренней баллистики». Тема диссертации на звание преподавателя Военно-технической академии «Исследование свойств конического крешера и введение в изучение физического закона горения бездымных порохов» (1929). Тема докторской диссертации «Физический закон горения во внутренней баллистике». Является пионером в исследовании внутренней баллистики пороховых ракет, законов горения пороха в бомбе с соплом, в камере с соплом и в незамкнутом пространстве. Эти работы способствовали созданию реактивных снарядов. В исследовании путей повышения начальных скоростей снарядов он провел анализ влияния прогрессивности пороха и конструктивных данных ствола на увеличение скорости снаряда. Научные труды М. Е. Серебрякова являлись пособиями артиллерийских школ и академий Красной армии.
Умер 25 марта 1974 года. Похоронен в Москве на Введенском кладбище.

## Награды
- орден Ленина (24.06.1948)[5][6]
- два ордена Красного Знамени (03.11.1944[7][6], 21.08.1953[5][6])
  - медали в том числе:
  - «За боевые заслуги» (28.10.1967)[8]
  - «XX лет Рабоче-Крестьянской Красной Армии» (1938)[5]
  - «За победу над Германией в Великой Отечественной войне 1941—1945 гг.» (02.07.1945)[9]

Почетные звания и премии
- Государственная премия СССР (1969)
- Заслуженный деятель науки и техники РСФСР (1963)

## Труды
- Исследование свойств конического крешера и применение его к определению прогрессивности горения порохов. Петроград, 1923;
- Зависимость между параметрами, входящими в уравнения теории отдельной камеры сгорания и их изменения. Пг.: КОСАРТОП, 1924;
- Метод исследования горения пороха в камере с соплом // Бюллетень начальника вооружения. 1932. № 2;
- Таблицы для определения сгоревшей части заряда при сгорании пороха в постоянном объеме. М.: Воениздат, 1932. 42 с.;
- Влияние формы заряда на баллистику пороха в орудии. Л.: Арт. академия, 1933;
- Изучение влияния охлаждения стенок бомбы на закон сгорания пороха. Л.: Арт. академия, 1933;
- Внутренняя баллистика. Курс для химического факультета Артиллерийской академии: Учебник. М.: Химтехиздат, 1935;
- Описание основных приборов внутренней баллистики и методики работы с ними. Л.: Арт. академия, 1937. 71 с.;
- Внутренняя баллистика (стабильный учебник). М.-Л.: Оборонгиз, 1939. 592 с.;
- Физический закон горения во внутренней баллистике. М.: Оборонгиз, 1940. 216 с.;
- К вопросу о баллистическом ппроектировании ствола. М.: Арт. академия, 1941. 80 с.;
- Баллистическое проектирование орудий: Учебное пособие. М.: Арт. академия, 1946;
- Аналитическое решение основной задачи внутренней баллистики для гладкоствольных минометов. М.: Арт. академия, 1946. 11 с.;
- Внутренняя баллистика (стабильный учебник). Изд. 2-е. М.: Оборонгиз, 1949. 671 с. (соавторы Оппоков Г. В. и Гретен К. К.);
- Харбин, 1955 (на китайском языке);
- Высокие скорости снарядов и орудие наименьшего объема. М.: ВИАА, 1951;
- Исследование влияния условий ведения снаряда по коническому и цилиндрическому каналу. М.: Арт. академия, 1946;
- Внутренняя баллистика ствольных систем и пороховых ракет. 3-е изд., перераб. и доп. М., 1962. 703 с.;
- Об особенностях горения пороховых зарядов ракет. М., 1964;
- О различных видах артиллерийского орудия наибольшего могущества // Известия Академии артиллерийских наук. Т. I, 1951;
- Ученый-артиллерист Н. Ф. Дроздов // Военно-исторический журнал. 1968. № 7. С. 116—119;
- Выдающийся русский артиллерист Василий Михайлович Трофимов (1865—1926 гг.) // Артиллерийский журнал. 1949. № 3. С. 42-46;
- О книге Д. Корнера «Теория внутренней баллистики орудий» //Известия ААН. 1953.№ 30.С. 179—186 (соавтор Граве И. П.);
- О различных видах артиллерийского орудия наибольшего могущества // Известия ААН. 1951. Вып. 1. С. 22-41;
- О влиянии давления форсирования при сохранении наибольшего давления газов постоянным // Известия ААН. 1949. Вып. 7. С. 35-43;
- Основные задачи и пути развития внутренней баллистики // Сборник докладов ААН. 1952. Вып. X. С. 7-27.